# A Free Soul
Alma libre (A Free Soul) es una película de 1931 que cuenta la historia de un abogado con problemas de alcohol que debe defender al exnovio de su hija que ha sido acusado de asesinato. Alma libre está protagonizada por Norma Shearer, Leslie Howard, Lionel Barrymore y Clark Gable (la primera aparición conjunta de los futuros Ashley Wilkes y Rhett Butler).
La película es una adaptación de Becky Gardiner y John Meehan de la obra de Willard Mack, que está basado en el libro de Adela Rogers St. Johns. El filme está dirigido por Clarence Brown.
Alma libre se convirtió en una película muy famosa por 14 minutos ininterrumpidos donde Barrymore hace un monólogo, que le valió el premio Oscar al mejor actor ese año 1931. Norma Shearer fue nominada al Oscar a la mejor actriz y Clarence Brown a la mejor dirección. Clark Gable también hace un papel destacado de gánster.

## Reparto
| Actor            | Personaje       | Descripción         |
| ---------------- | --------------- | ------------------- |
| Norma Shearer    | Jan Ashe        |                     |
| Leslie Howard    | Dwight Winthrop | Prometido de Jan    |
| Lionel Barrymore | Stephen Ashe    | Abogado defensor    |
| James Gleason    | Eddie           | Ayudante de Stephen |
| Clark Gable      | Ace Wilfong     | Defensor de gánster |
| Lucy Beaumont    | Abuela Ashe     |                     |

## Premios

### Oscar 1931
| Categoría                  | Persona          | Resultado |
| -------------------------- | ---------------- | --------- |
| Óscar a la mejor dirección | Clarence Brown   | Candidato |
| Óscar al mejor actor       | Lionel Barrymore | Ganador   |
| Óscar a la mejor actriz    | Norma Shearer    | Candidato |

- Datos: Q860764
- Multimedia: A Free Soul / Q860764